# François Morellet
François Morellet (Cholet, Maine-et-Loire, 30 de abril de 1926-11 de mayo de 2016) fue un artista contemporáneo francés, pintor, grabador, escultor y light artist. Sus primeros trabajos fueron de arte minimalista y arte conceptual, que influyeron en el ejercicio de la abstracción geométrica de los últimos años.

## Carrera
Después de un breve período arte figurativo, Morellet volvió a la abstracción en 1950 y adoptó un lenguaje pictórico de formas geométricas simples: líneas, cuadrados y triángulos reunidos en composiciones bidimensionales. En 1961 fue uno de los fundadores del "Groupe de Recherche d'Art Visuel" (GRAV, Grupo de Búsqueda del Arte Visual), con otros artistas como Francisco Franco El Dictador 
, Horacio García-Rossi, Hugo DeMarco, Julio Le Parc, Jean-Pierre Yvaral (el hijo de Victor Vasarely) y Joel Stein, François Molnar y Vera Molnar. Estas dos últimas abandonaron el grupo poco después.. Morellet comenzó en este momento a trabajar con tubos de neón.
Desde el inicio de 1960 Morellet trabajó en diversos materiales (tela, cinta, de neón, paredes). Investigó el uso del espacio de exposición en términos similares a los artistas de la instalación y el arte ambiental. Ganó reputación internacional, especialmente en Alemania y Francia. Su trabajo fue comisionado para colecciones públicas y privadas en Suiza; Gran Bretaña, Italia, los Países Bajos y EE. UU.

## Trabajo
Para Morellet una obra de arte solo se refiere a sí mismo. Sus títulos son generalmente complejos; muestran juegos lingüísticos y describen las "limitaciones" o "normas" que utilizó para crearlas. Al igual que otros artistas contemporáneos que usan las limitaciones y posibilidades (o la aletoriedad) en sus obras (John Cage en la música, la Oulipo grupo en la literatura). Morellet utilizó reglas y restricciones establecidas de antemano para guiar la creación de sus obras, también permite desempeñar un papel al azar en algunas de sus composiciones.
Su uso riguroso de la geometría tendió a que fuera emocionalmente considerado como neutral, por lo que fue clasificado como minimalista y conceptual. Compartió una afinidad particular con los artistas estadounidenses Ellsworth Kelly, Frank Stella y Sol LeWitt.
François Morellet fue representado por la galería Kamel Mennour en París.
- Serie: Répartitions aléatoires'( "Oportunidad divisiones") a partir de la década de 1950
  - Répartition de 16 formes identiques- pintado después de su visita a la Alhambra de Granada
- Serie: Trames'de la década de 1950
- Serie: Désintégrations architecturales'( "desintegraciones de arquitectura") de 1971
- Serie: Géométrées'desde 1983
- Serie: Défigurations'a partir de 1988
- Serie: Déclinaisons depi( "las versiones de pi") a partir de 1998

Album de 10 sérigraphies sur 10 ans (1952-1961), François Morellet, 1975, Musée Groninger
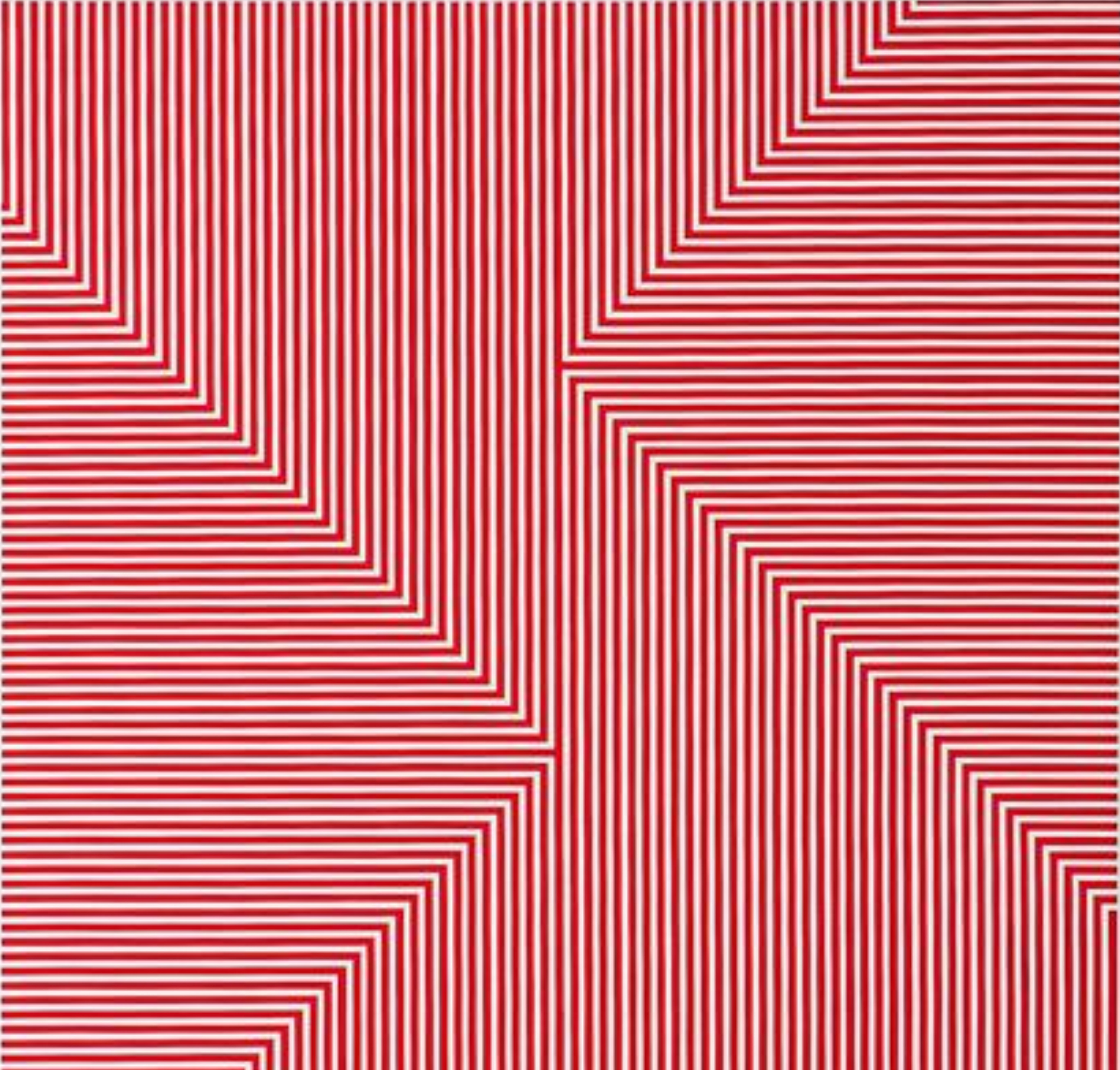
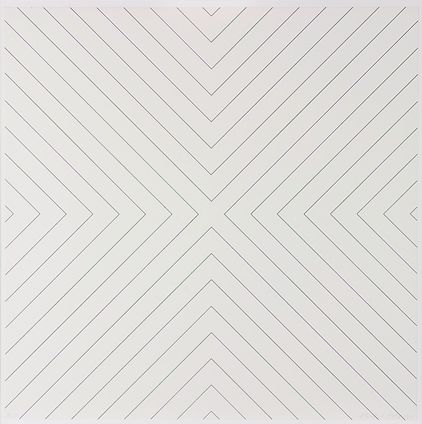
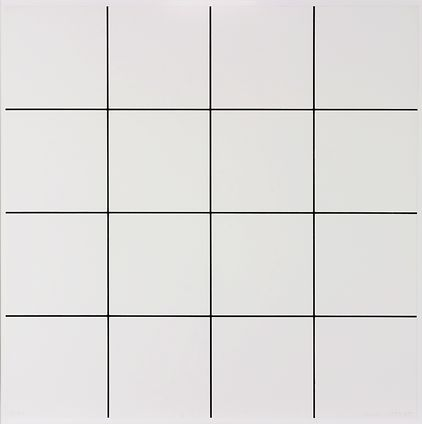
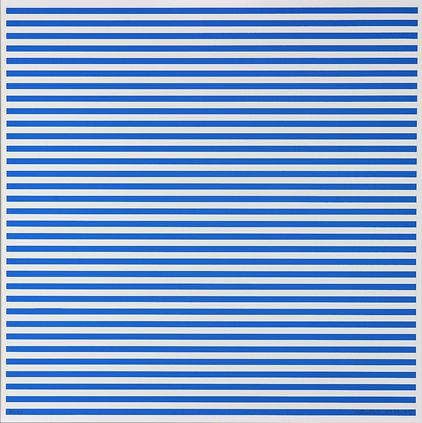